# Stilles Volk (folklore)
Pour le groupe de folk, voir Stille Volk
Le Stilles Volk est un gnome du folklore allemand, et particulièrement de la région de Hesse.

## Étymologie et origine
Ce nom allemand Stilles Volk signifie « peuple tranquille » et apparaît dès 1744. Il serait aussi appelé quiet folk[réf. nécessaire] (anglais). 

## Description
On peut rapprocher le Stilles Volk des erdluitle. Ils redoutent le tintement des cloches ou les rayons de l'astre du jour, ce qui explique, qu'à l'instar de les erduitle, ils se cachent dans les grottes dont ils extraient des minerais qui les rendent richissimes. On dit que ces deux êtres pourraient éventuellement se métamorphoser en diamant. Si on leur offre l'hospitalité lors de leurs noces (qui se passent dans un grenier le plus souvent), ils donnent en récompense du charbon ou des jouets.